# Wysokopilla
Wysokopilla (ukr. Високопілля) – osiedle typu miejskiego w obwodzie chersońskim Ukrainy, siedziba władz rejonu wysokopilskiego.
Miejscowość założona została w 1869 r. pod nazwą Kronau przez osadników niemieckich.
W latach 80. XIX w. w Kronau rozpoczął działalność mały browar, dwie hurtownie wina i dwa składy tartaczne. Niedługo później powstał w kolonii młyn parowy.
W 1897 roku zbudowano kościół protestancki, istniały wtedy we wsi dwa młyny parowe, browar, winiarnia, od 1914 r. apteka, od 1912 r. dwa gimnazja, liceum, biblioteka, szpital, cegielnia, mleczarnia, różne sklepy, magazyny i spichlerz.
Po rozpoczęciu I wojny światowej z Niemcami kajzerowskimi odgórnie zmieniano nazwę Kronau na obecną.